# Epiplema illota
Epiplema illota är en fjärilsart som beskrevs av Paul Dognin 1911. Epiplema illota ingår i släktet Epiplema och familjen Uraniidae. Inga underarter finns listade i Catalogue of Life.